# Lulu Sunová
Lulu Sunová (nepřechýleně Sun, rozená Radovcic, * 14. dubna 2001 Te Anau) je novozélandská profesionální tenistka hrající levou rukou, která do dubna 2024 reprezentovala Švýcarsko. Ve své dosavadní kariéře na okruhu WTA Tour nevyhrála žádný turnaj. V rámci okruhu ITF získala sedm titulů ve dvouhře a čtyři ve čtyřhře.
Na žebříčku WTA byla ve dvouhře nejvýše klasifikována v září 2024 na 39. místě a ve čtyřhře v témže datu na 212. místě. Trénuje ji Slovák Vladimír Pláteník.
V novozélandském týmu Billie Jean King Cupu debutovala v roce 2024 čchangšaským základním blokem 1. skupiny asijsko-oceánské zóny, v němž odehrála všech pět dvouher a proti Číně i čtyřhru s Erin Routliffeovou. Novozélanďanky však do světové baráže ze čtvrtého místa skupiny nepostoupily. Do září 2024 v soutěži nastoupila k pěti mezistátním utkáním s bilancí 3–2 ve dvouhře a 0–1 ve čtyřhře.

## Soukromý život a univerzitní tenis
Narodila se roku 2001 v Te Anau, městě novozélandského Jižního ostrova, do rodiny chorvatského otce a čínské matky. V pěti letech se s rodiči přestěhovala do Švýcarska, kde vyrostla a získala středoškolské vzdělání. Hovoří anglicky, francouzsky a čínsky. K roku 2024 trénovala v areálech na Floridě a na Slovensku pod vedením Vladimíra Pláteníka. Starší sestra Phenomena Radovcicová (nar. 1998) se v letech 2014–2016 pohybovala na okruhu ITF a byla členkou druhé tisícovky žebříčku.
V akademickém roce 2020–2021 hrála tenis za „dlouhorožce“ z Texaské univerzity v Austinu, na které v roce 2022 získala bakalářský titul v mezinárodních vztazích a globálních studiích. V ročníku 2021 se, také s Peyton Stearnsovou, stala členkou vítězného týmu „dlouhorožců“ na celonárodním univerzitním mistrovství NCAA. Ve finále proti „vlnám“ kalifornské Pepperdine University získala za stavu 3–3 na zápasy rozhodující bod, když porazila Rusku Taisiju Pačkalevovou.
Do dubna 2024, kdy prožila premiéru v novozélandském týmu Billie Jean King Cupu, reprezentovala Švýcarsko. Za formativní zkušenost vedoucí ke změně státní reprezentace označila lednový Auckland Open 2024, kde pocítila silnou podporu Novozélanďanů, hluboké propojení s ostrovní zemí a uvědomění si pocitu domova.

## Tenisová kariéra
V sezóně 2015, kdy překročila věk čtrnácti let, se stala první klasifikovanou tenistkou na žebříčku WTA, která se narodila v roce 2001. V tomto ohledu tak předstihla Świątekovou, Anisimovovou či Potapovovou téhož věku. Premiérový bodový zisk jí zajistilo rozhodnutí odehrát šest 10tisícových turnajů v Šarm aš-Šajchu, jimiž mezi květnem a červnem 2015 debutovala na ženském okruhu ITF. Na druhém z nich poprvé vyhrála zápas proti sedmé nasazené Američance Alexandře Rileyové z osmé světové stovky. První titul v této úrovni tenisu vybojovala během února 2019 v australském Port Pirie, turnaji s rozpočtem 15 tisíc dolarů. Soutěží prošla bez ztráty setu a ve finále přehrála nejvýše nasazenou Američanku Jennifer Elieovou z páté stovky klasifikace. O týden později stejnou soupeřku zdolala ve finále perthské patnáctitisícovky, do něhož prošla přes Olivii Gadeckou. Od března 2019 však do závěru sezóny na okruhu absentovala.
Finále juniorské čtyřhry si zahrála po boku Papuánky Violet Apisahové na Australian Open 2018, v němž nestačily na nejvýše nasazený, tchajwansko-čínský pár Liang En-šuo a Wang Sin-jü. V kvalifikaci okruhu WTA Tour debutovala dubnovým Copa Colsanitas 2018 v Bogotě. Časnou porážku jí přivodila Ruska Irina Chromačovová uzavírající druhou světovou stovku. Do hlavní soutěže WTA poprvé zasáhla po udělení divoké karty na Grand Prix SAR La Princesse Lalla Meryem 2022 v Rabatu. Jako členka třetí stovky však v úvodu získala jen tři gamy na sedmdesátou šestou ženu klasifikace Arantxu Rusovou z Nizozemska. První vítězný zápas na túře WTA dosáhla na zářijovém Korea Open 2022 v Soulu, když si poradila s australskou spolukvalifikantkou Lizette Cabrerovou. Na cestě do čtvrtfinále ji nezastavila ani Anna Blinkovová a v něm nezvládla koncovky setů proti pozdější šampionce Jekatěrině Alexandrovové, figurující ve třetí desítce. V tiebreaku druhé sady přitom nevyužila setbol.
V hlavní soutěži grandslamu prožila premiéru v singlu Australian Open 2024 po zvládnuté tříkolové kvalifikaci. V jejím úvodu vyřadila nasazenou Britku Heather Watsonovou. V prvním kole melbournské dvouhry však nenašla recept na šestašedesátou hráčku světa Elisabettu Cocciarettovou. V kategorii WTA 1000 debutovala na divokou kartu únorovým Dubai Tennis Championships 2024, kde si připsala výhru díky skreči Pauly Badosové. Poté nestačila na světovou devítku Jeļenu Ostapenkovou. Bodový zisk ji v závěru února 2024 posunul na kariérní maximum, 151. příčku žebříčku.
Průlom učinila z pozice 123. hráčky světa ve Wimbledonu 2024, kde do hlavní soutěže prošla z kvalifikace. Blízko vyřazení se ocitla v jejím druhém kole. O postupu nad Češkou Gabrielou Knutsonovou rozhodla až v supertiebreaku rozhodující sady, v níž ztratila vedení gamů 5–1. Za stavu 5–6 a 30:40 navíc odvrátila mečbol. Do wimbledonské dvouhry vstoupila vítězstvím nad světovou osmičkou Čeng Čchin-wen. Dosáhla tím nejen první kariérní výhry nad členkou Top 10, ale také nad tenistkou z první světové stovky. Číňance oplatila hladkou porážku z jejich jediného předešlého duelu z roku 2018, juniorského turnaje Eddieho Herra v IMG akademii. Nezastavily ji ani ukrajinská kvalifikantka Julija Starodubcevová a Ču Lin, proti níž zvládla oba tiebreaky. Do wimbledonského osmifinále postoupila jako první Novozélanďanka v otevřené éře a druhá celkově po Ruie Morrisonové z let 1957 a 1959. Přes Britku Emmu Raducanuovou se probojovala do wimbledonského čtvrtfinále jako sedmá kvalifikantka (první od Kanepiové v roce 2010) a první zástupkyně novozélandského tenisu v open éře. Od jejího počátku v roce 1968 se objevila ve čtvrtfinále grandslamu jako druhá Novozélandanka po Belindě Cordwellové na Australian Open 1989. Výhra jí rovněž zajistila posun o sedmdesát míst výše, znamenající debut v elitní světové stovce i šedesátce. Do semifinále ji však nepustila třicátá sedmá hráčka žebříčku Donna Vekićová z Chorvatska. Z pozice 53. hráčky světa Sunová po skončení debutovala jako dvanáctá hráčka probíhající sezóny v Top 100, kde se stala historicky pátou Novozélanďankou a první od Erakovicové v roce 2015.

## Finále na okruhu WTA Tour
| Legenda                  |
| ------------------------ |
| D – dvouhra; Č – čtyřhra |
| Grand Slam (0)           |
| Turnaj mistryň (0)       |
| WTA 1000 (0)             |
| WTA 500 (0–1 D)          |
| WTA 250 (0)              |

### Dvouhra: 1 (0–1)
| Stav       | č. | datum          | turnaj            | kategorie | povrch | soupeřka ve finále | výsledek      |
| ---------- | -- | -------------- | ----------------- | --------- | ------ | ------------------ | ------------- |
| Finalistka | 1. | 24. srpna 2024 | Monterrey, Mexiko | WTA 500   | tvrdý  | Linda Nosková      | 6–7(6–8), 4–6 |

## Tituly na okruhu ITF
| Legenda         | Legenda         |
| --------------- | --------------- |
| Turnaje W100    | Turnaje W80/W75 |
| Turnaje W60     | Turnaje W50     |
| Turnaje W35/W25 | Turnaje W15/W10 |

### Dvouhra (7 titulů)
| Č. | datum         | turnaj                         | kategorie | povrch    | poražená finalistka | výsledek      |
| -- | ------------- | ------------------------------ | --------- | --------- | ------------------- | ------------- |
| 1. | únor 2019     | Port Pirie, Austrálie          | W15       | tvrdý     | Jennifer Elieová    | 6–2, 6–3      |
| 2. | únor 2019     | Perth, Austrálie               | W15       | tvrdý     | Jennifer Elieová    | 7–6(1), 6–3   |
| 3. | prosinec 2020 | Monastir, Tunisko              | W15       | tvrdý     | Carole Monnetová    | 6–0, 2–6, 6–2 |
| 4. | červenec 2021 | Lisabon, Portugalsko           | W25       | tvrdý     | Ellen Perezová      | 6–4, 6–4      |
| 5. | srpen 2023    | Rio de Janeiro, Brazílie       | W80       | tvrdý     | Léolia Jeanjeanová  | 6–4, 4–6, 6–2 |
| 6. | únor 2024     | Roehampton, Spojené království | W50       | tvrdý (h) | Heather Watsonová   | 7–5, 7–5      |
| 7. | květen 2024   | Bonita Springs, Spojené státy  | W100      | antuka    | Maya Jointová       | 6–1, 6–3      |

### Čtyřhra (4 tituly)
| Č. | datum       | turnaj                        | kategorie | povrch    | spoluhráčka                 | poražené finalistky                               | výsledek    |
| -- | ----------- | ----------------------------- | --------- | --------- | --------------------------- | ------------------------------------------------- | ----------- |
| 1. | květen 2022 | Saint-Gaudens, Francie        | W60       | antuka    | Fernanda Contreras Gómezová | Valentini Grammatikopoulou Anastasija Tichonovová | 7–5, 6–2    |
| 2. | únor 2023   | Rome, Spojené státy           | W60       | tvrdý (h) | Fanny Stollárová            | Mana Ajukawová Gabriela Knutsonová                | 6–3, 6–0    |
| 3. | únor 2024   | Trnava, Slovensko             | W50       | tvrdý (h) | Mojuka Učidžimová           | Weronika Falkowská Fanny Stollárová               | 6–4, 7–6(3) |
| 4. | květen 2024 | Bonita Springs, Spojené státy | W100      | antuka    | Fanny Stollárová            | Valentini Grammatikopoulou Valerija Strachovová   | 6–4, 7–6(3) |